# Юнгвальд-Хількевич Наталія Георгіївна
Наталія Георгіївна Юнгвальд-Хількевич (нар. 16 серпня 1960, Одеса) — українська журналістка, кінокритик, кінопродюсерка, акторка. Член Національної спілки кінематографістів України.

## Життєпис
Народилася 16 серпня 1960 р. Дочка кінорежисера Георгія Юнгвальд-Хількевича та Світлани Маркової (художниця по костюмах на Одеській кіностудії). Батьки розлучилися у 1970 році. Закінчила Одеський державний університет ім. І. Мечникова. Чотири роки працювала адміністратором композитора Юрія Чернавського.

## Доробок
Упорядкувала збірник «Одеська альтернатива: Дискусія-огляд, присвячена видовищності радянських фільмів» (Одеса, 1988). 
Співавтор книги «За кадром — „Наше кино”» (М., 2000). 
Продюсер фільму Георгія Юнгвальд-Хількевича Афери, музика, любов ... (1997).
Зіграла епізодичну роль у стрічці «Ранкове шосе» (1988).